# Tacos français
Ne doit pas être confondu avec Taco.
Un tacos français ou plus simplement tacos (avec un « s » même au singulier) est un plat issu de la restauration rapide française, très différent du taco mexicain. 
Cet hybride entre panini, wrap, kebab et burrito se compose d'une galette de blé repliée sur elle-même et grillée, contenant toujours une garniture qui est le plus souvent composée de viande, de frites et d'une sauce généralement à base de fromage crémeux industriel, appelée « sauce fromagère ». Excessivement calorique, gras et salé le tacos est classé dans la catégorie « malbouffe ».
Ce plat a été inventé entre les années 1990 et le début des années 2000 dans la région Auvergne-Rhône-Alpes, l'origine étant contestée. Il s'est popularisé en France dans les années 2010, surtout auprès des jeunes de l'époque pour lesquels il constitue un plat générationnel. Il a commencé à être produit dans d'autres pays à partir du milieu des années 2010. 
En 2023, selon un palmarès des chaînes de restauration rapide, le chiffre d'affaires des six principales chaînes de tacos français était d'environ 428 millions d'euros, en hausse de 27,5 % par rapport à l'année précédente.

## Terminologie
Selon Daniel Shkolnik du journal Vice Magazine, le nom de « tacos français » est « une sorte de pirouette marketing, attirant les clients sur la promesse d'un symbole de la cuisine mexicaine tout en leur vendant un truc totalement différent ».
Il est aussi souvent désigné par l'anglicisme french tacos, et plus rarement par les régionalismes « tacos lyonnais » et « tacos grenoblois ».

## Historique

### Une origine contestée
L'invention de ce plat a été attribuée à différentes personnes, mais toujours entre les années 1990 et le début des années 2000, et toujours dans la région Auvergne-Rhône-Alpes.

#### Origine rhodanienne
Selon un reportage de l'émission 66 minutes, le tacos français aurait été inventé à la fin des années 2000 à Lyon par Mohamed Soualhi, le fondateur de Tacos Avenue.
Toutefois, Mohamed Soualhi a déclaré au magazine Grazia que le « french tacos est né à Vaulx-en-Velin, dans la banlieue lyonnaise, vers 2004 ». La vente de tacos similaires se serait alors étendue d'abord en Rhône-Alpes avant de se développer partout en France.
Pour Lauren Collins, du magazine américain The New Yorker, le tacos français pourrait provenir du restaurant de Vaulx-en-Velin, tenu par Salah Felfoul, qui prétend avoir inventé la sauce fromagère en 1993.
Selon le réalisateur Bastien Gens, qui a publié un documentaire sur l’histoire du tacos, Tacos Origins, c'est entre Villeurbanne et Vaulx-en-Velin, entre la fin des années 1990 et le début des années 2000 que ce genre de « taco » aurait été créé.

#### Origine iséroise
Des sources citent comme possible lieu d'émergence de cette spécialité Saint-Martin-d'Hères à côté de Grenoble.
C’est le Grenoblois Patrick Pelonero qui, après avoir mangé des tacos français quand il travaillait comme ouvrier, a fondé la chaîne O'Tacos à Grenoble, dont le produit phare est le tacos français le plus vendu aujourd'hui.

#### Origine savoyarde
Selon le magazine marocain Telquel, c'est dans un snack de Savoie que les frères Abdelhadi et Mohammed Moubarek auraient inventé le concept du tacos français en adaptant le style du taco mexicain à leurs préparations traditionnelles de kebabs.

### Popularisation dans les années 2010: un phénomène de société
C'est principalement à partir des années 2010 que le tacos français se popularise, surtout auprès des adolescents et des jeunes adultes, qui l'adoptent comme une sorte de sandwich générationnel : de manière comparable à l'adoption du hamburger et du kebab par les générations précédentes, le tacos français devient un contre-modèle nutritionnel des tendances saines et gourmandes, selon l'influenceur culinaire Julien Pham. Les consommateurs sont attirés par le gras du tacos. De même, selon la journaliste de Télérama, Estérelle Payany, c'est une forme de « what the fuck adolescent du bien-manger » dont la raison d'exister est de « brouiller les codes du bon goût ». 
Selon le journaliste du Monde, Léo Bourdin, en 2022, « les rappeurs achèvent d’ériger le tacos français au rang d’icône », le citant dans leurs textes (à l'instar de PNL ou Niska) ou créant même des franchises de restaurants ; selon lui, pour les adolescents et les jeunes, « le sandwich, à la fois peu coûteux et réconfortant, devient un moyen de raconter une réalité, un mode de vie ; de revendiquer son appartenance à une culture ».

### Internationalisation

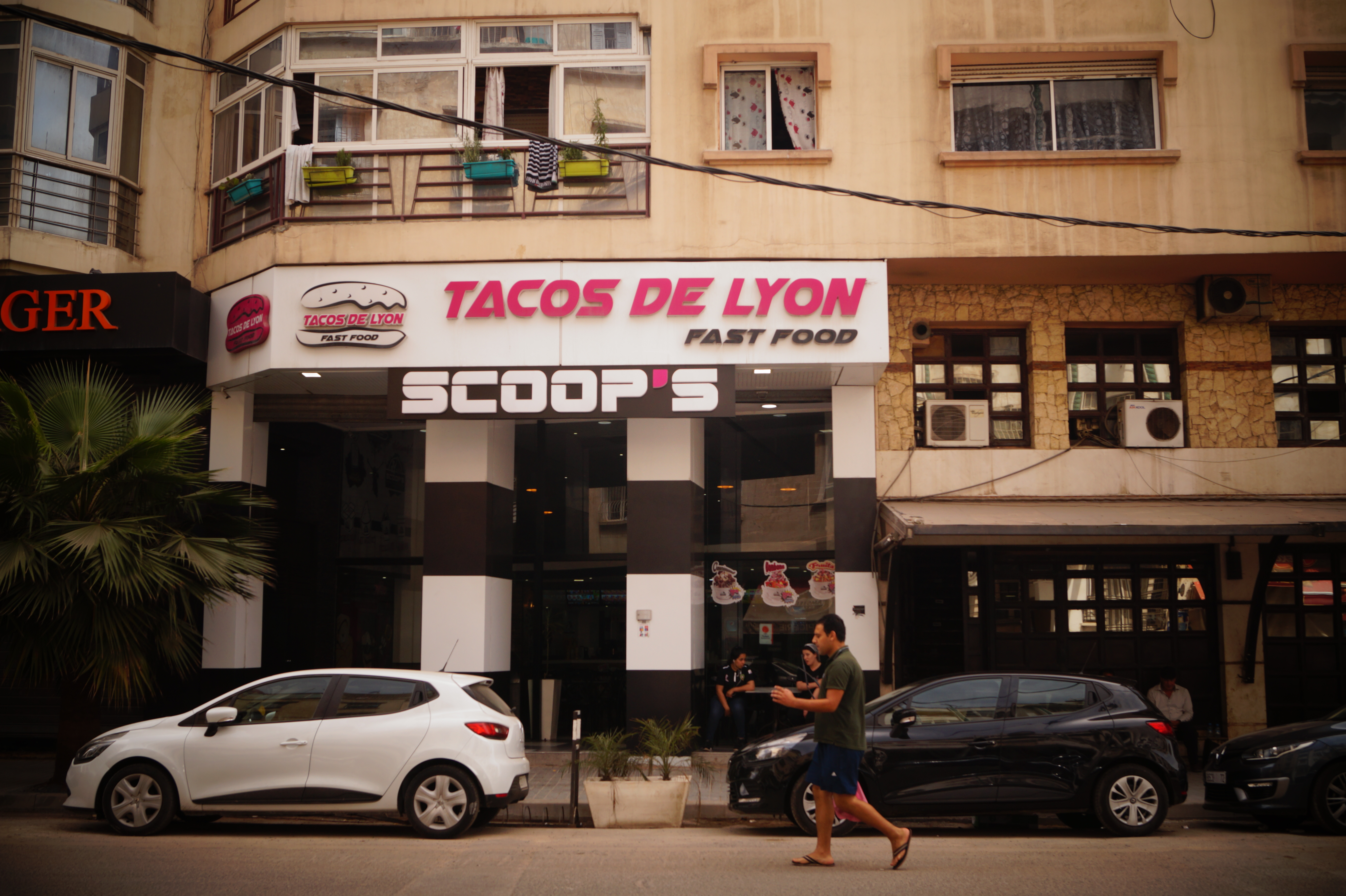
La franchise marocaine Tacos de Lyon a été la première chaîne de tacos français créée en dehors de France.

Le magazine marocain Telquel identifie Abdelhadi et Mohammed Moubarek, deux frères casaouis originaires de Hay Farah, comme principaux importateurs du concept du tacos français au Maroc, quand ils ont ouvert en 2013 leur premier restaurant de tacos français à Mers Sultan. En 2018, leur chaîne de restauration rapide Tacos de Lyon avait ouvert 30 restaurants dans plusieurs villes marocaines.
En 2016, le premier restaurant de tacos français est ouvert en Belgique, à Schaerbeek. En 2024, on en trouve aussi au Luxembourg, en Allemagne et aux Pays-Bas.
En 2023, la fabrication et la vente de tacos français ont également été exportées à Seattle, aux États-Unis, par des entrepreneurs français.
On trouve désormais des franchises dans la province de Québec (Canada) entre autres dans les villes de Montréal et de Québec.

## Préparations

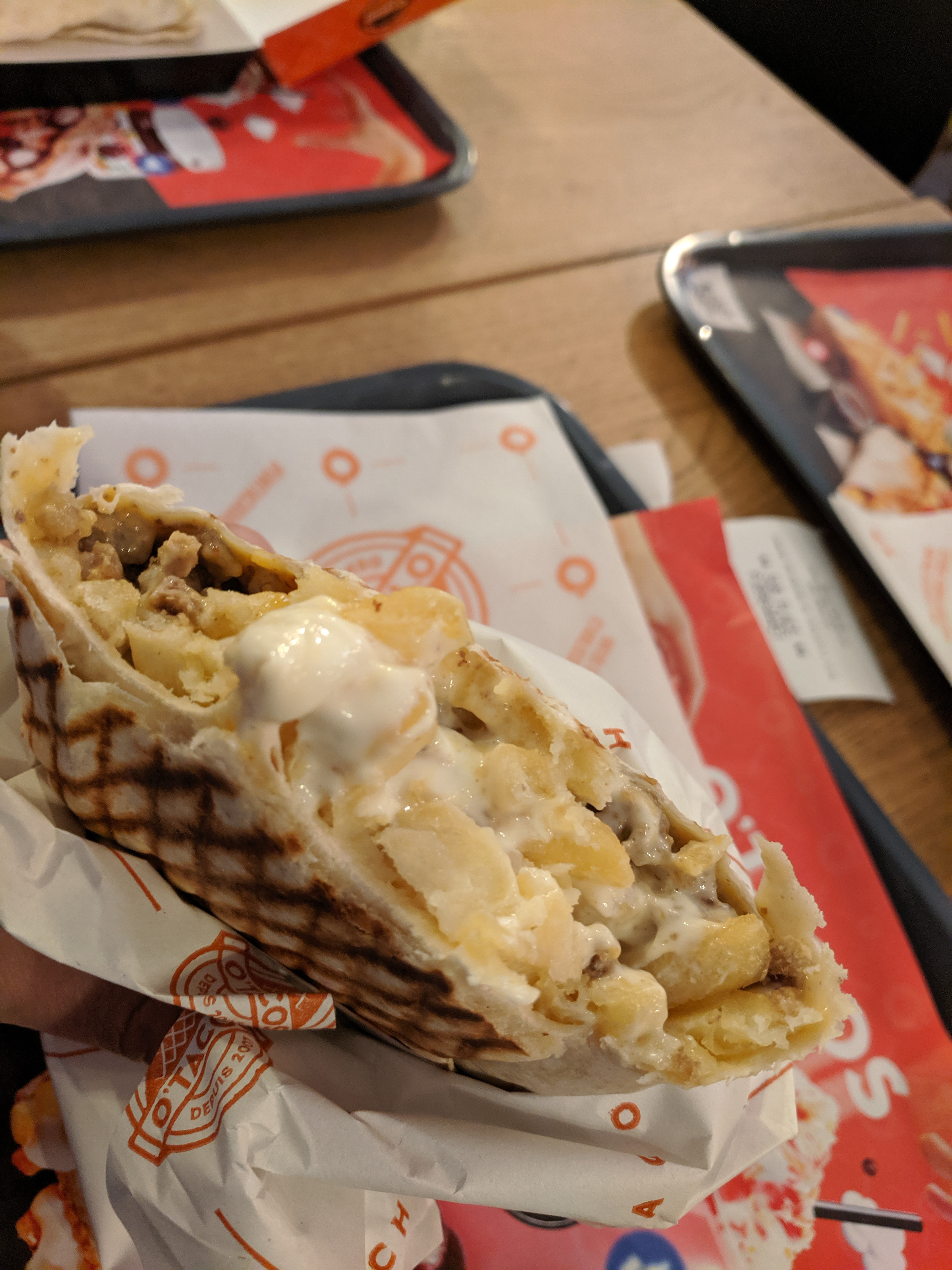
Intérieur d'un tacos français.

Le tacos se compose d'une galette de blé (ou d'un assemblage de plusieurs galettes pour les tailles supérieures), contenant une garniture au choix, composée généralement de :
- une ou plusieurs viandes presque toujours transformées (habituellement des petits morceaux de steak haché, kebab, cordon bleu, nuggets, poulet nature, au curry ou tandoori, tenders, merguez, mais aussi parfois d'escalope, bacon, jambon de dinde, kefta), qui peuvent être complétées ou remplacées par des produits de la mer (poisson pané, thon, surimi) ou végétariens (falafel, substitut de viande)[19],[4],[20],[21];
- une sauce fromagère industrielle[22], à base de lait et d'emmental (ou de protéines de lait et d'un mélange de différents fromages) ; d'autres sauces peuvent la remplacer ou y être ajoutées : sauce curry, barbecue, blanche, mayonnaise, burger, samouraï, ketchup, harissa, algérienne, etc. ;
- des frites, incorporées à l'intérieur de la galette, mais qui peuvent parfois être servies à part.

D'autres ingrédients peuvent être proposés en supplément, comme par exemple des crudités, du Boursin, un œuf ou encore du cheddar fondu.
Le plat est ensuite cuit sur un gril à panini et servi.

## Valeur nutritive

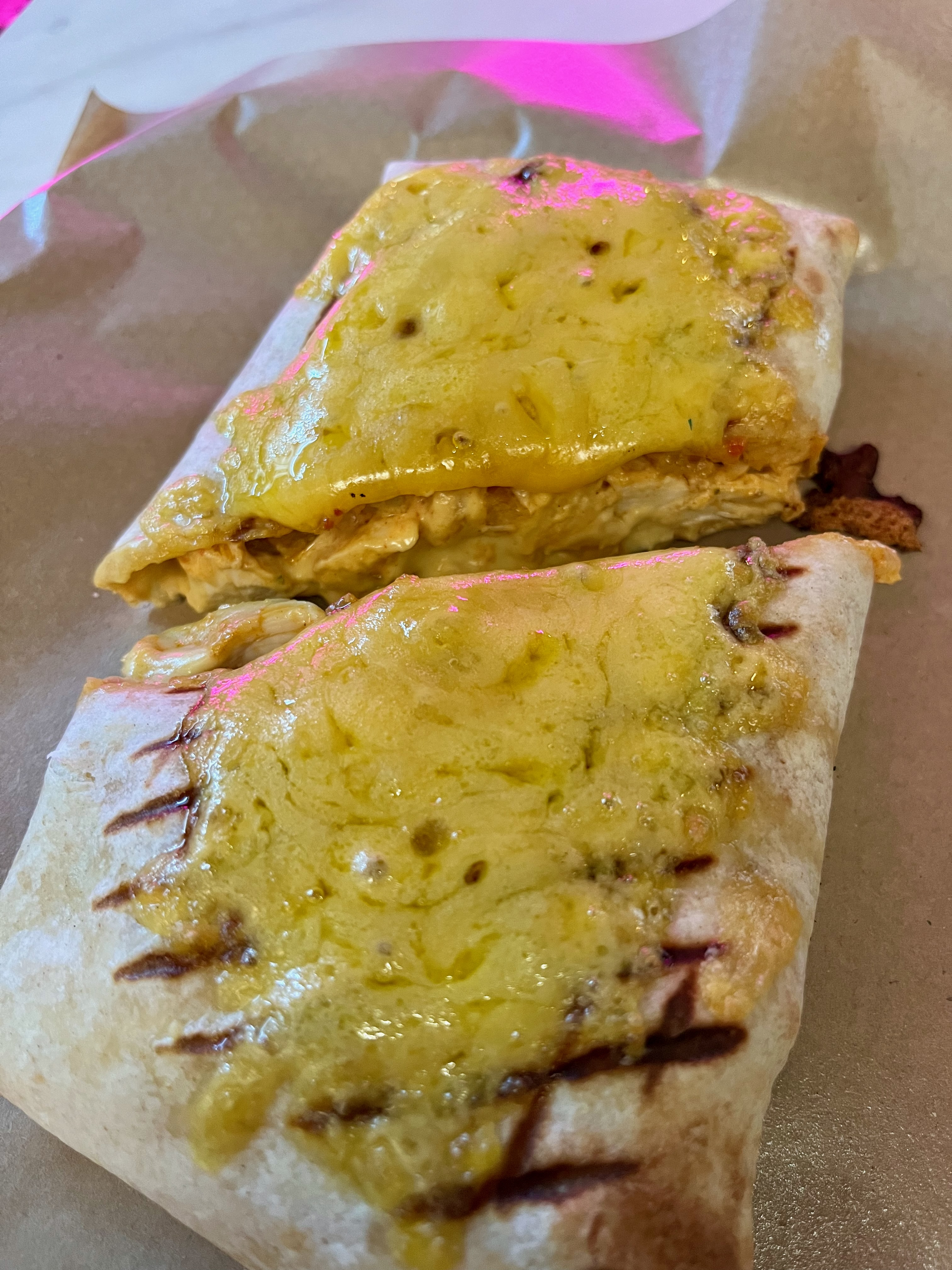
Tacos français recouvert de sauce.

Le tacos français est considéré comme un plat de malbouffe car il est excessivement calorique, gras et salé.
Son apport énergétique en calories, pour 100 grammes, est l'équivalent de celui d'un hamburger standard ; comme les tacos français pèsent en moyenne 300 grammes (selon la taille, le nombre de viandes et de sauces), et peuvent peser jusqu'à près d'un kilo, leur apport énergétique s'élève à 1 600 calories en moyenne, et jusqu'à plus de 2 300 calories pour le format « XL », soit en moyenne 60 % et jusqu'à plus de 90 % des apports journaliers recommandés (AJR) pour un adolescent de 14 ans.
Son apport en matières grasses dépasse les deux tiers des AJR pour les tacos de taille M et les quatre tiers pour les tacos de taille XL.
Son apport en sel, hors suppléments, varie entre 5 et 10 grammes, soit entre 100 % et 200 % des AJR.
Pour ces raisons, l'organisation de consommateurs CLCV encourage « à une consommation occasionnelle de ce type de sandwich, à privilégier les tailles M ou L, à ne choisir qu’une seule sauce et à éviter les suppléments proposés (frites, sauces, fromage…) ».

## Économie

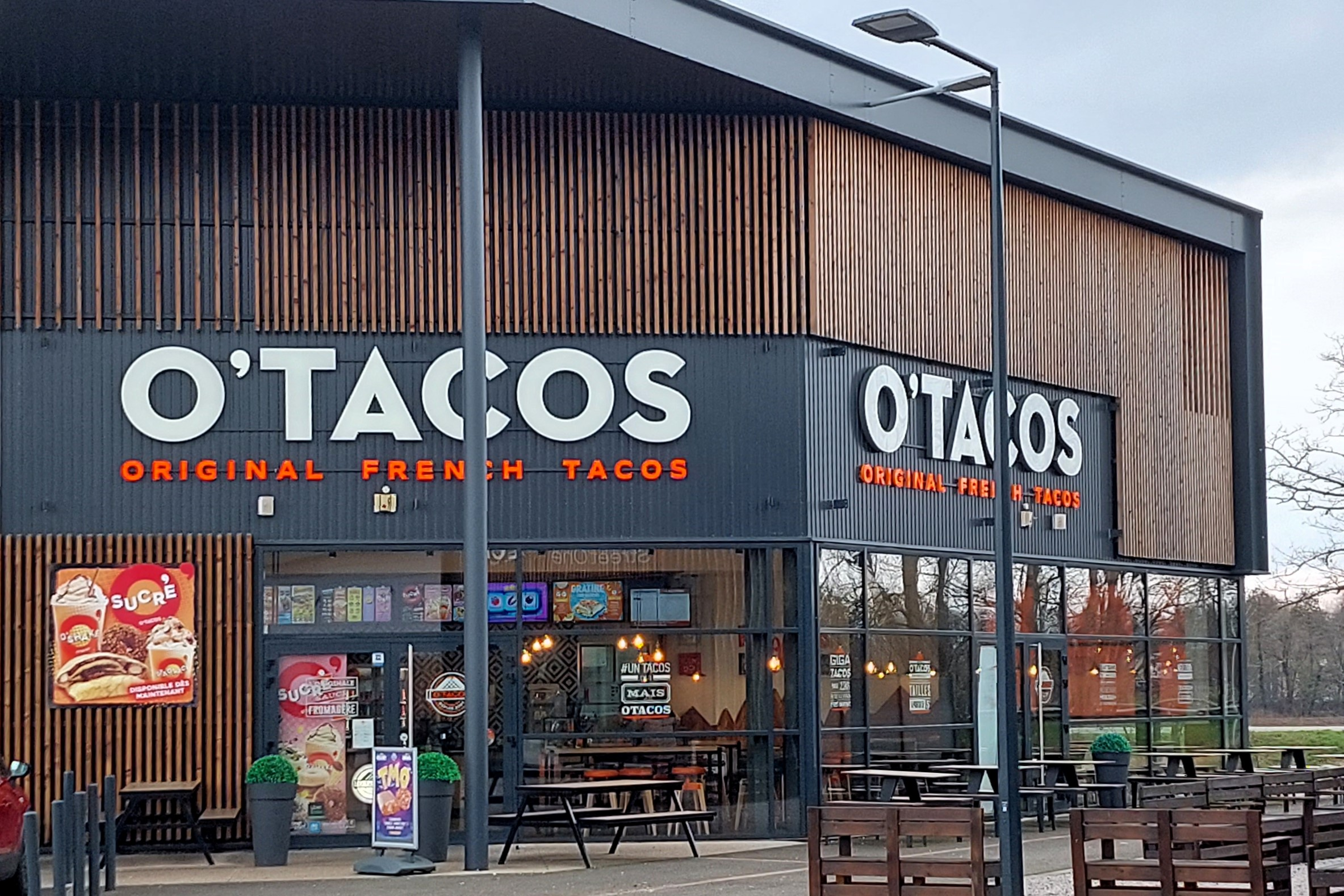
La franchise O'Tacos est le leader du marché du tacos français.

Le prix de vente des tacos français dépend de leur taille, définie par le nombre de viandes choisies. La version la plus simple (taille M) coûte autour de 5 euros. Son coût moyen de préparation est estimé pour les restaurateurs en 2024 entre 1,30 €, et 1,43 €.
En France, plusieurs enseignes se partagent le marché du tacos français : O'Tacos (401 restaurants franchisés en mars 2025), Chamas Tacos (100 restaurants en janvier 2025), New School Tacos (37 restaurants en 2024), Takos King (26 restaurants en 2024), Tacos Avenue (anciennement Tacos King, 24 restaurants en 2024), Enjoy Tacos (17 restaurants en 2024), Le Tacos de Lyon (8 restaurants en 2024) et Kassia Food Tacos (7 restaurants en 2024).
En 2024, selon la revue des chaînes de restauration en France réalisée par Food Service Vision, le segment du kebab et des tacos français totalisait un chiffre d'affaires de 2,4 milliards d'euros ; selon le palmarès des chaînes de restauration rapide réalisé par France Snacking, le chiffre d'affaires des 6 principales chaînes de tacos français était d'environ 428 millions d'euros en 2023, en hausse de 27,5 % par rapport à l'année précédente.